# Elmar Mutschlechner
Elmar Mutschlechner, né le 2 février 1969, est un biathlète italien.

## Biographie
Vice-champion du monde junior par équipes en 1989, il est appelé à participer à la Coupe du monde en fin d'année 1989.
Il monte sur son premier podium dans une course par équipes à Ruhpolding en 1991.
C'est en 1993, qu'il fournit ses meilleures performances, terminant notamment troisième de l'individuel d'Antholz derrière Ulf Johansson et Fredrik Kuoppa. Il est quatorzième du classement général de la Coupe du monde cet hiver. Aux Championnats du monde 1993, pour son unique sélection en championnat international, il se classe onzième de l'individuel.
Il est seulement actif au niveau international jusqu'en 1994.

## Palmarès

### Coupe du monde
- Meilleur classement général : 14e en 1993.
- 1 podium individuel : 1 troisième place.
- 1 podium par équipes : 1 deuxième place.
- 1 podium en relais : 1 troisième place.

### Championnats du monde junior
- Médaille d'argent par équipes en 1989.